# ヴェノム (インペリテリのアルバム)
『ヴェノム』（Venom）は、アメリカ合衆国のヘヴィメタル・バンド、インペリテリが2015年に発表した10作目のスタジオ・アルバム。

## 背景
約6年ぶりの新作で、新ドラマーのジョン・デッテ（元テスタメント、スレイヤー他）を迎えた編成で録音され、デッテは本作に先がけて、アニメタルUSAでもクリス・インペリテリと共演している。ジャケット・デザインは、クリス・インペリテリから多大な影響を受けた日本人ギタリストのTERU（Versailles、Jupiter）が手がけ、TERUは日本盤CD (VICP-65294)のライナーノーツにも寄稿している。

## 評価
ニール・アーノルドは『Metal Forces』誌のレビューで10点満点中8点を付け「派手なギター・プレイは予想通りだが、インペリテリは決してテクニックをひけらかすだけのバンドでなく、高水準のメタル・レコードを量産してきた存在であり、それ自体が尊敬に値する」と評している。また、羽田幸一は『YOUNG GUITAR』誌のレビューで「硬度の高いヘヴィな質感のリフに近作のモダンさが滲むも、メロディーとスピードが支配する全編の印象は初期作品のそれに極めて近くなっているのが何とも嬉しいではないか」と評している。

## 収録曲
全曲とも作詞：ロブ・ロック／作曲：クリス・インペリテリ。
1. ヴェノム - "Venom" - 3:04
2. エンパイア・オブ・ライズ - "Empire of Lies" - 2:51
3. ウィ・オウン・ザ・ナイト - "We Own the Night" - 3:31
4. ナイトメア - "Nightmare" - 4:01
5. フェイス・ジ・エネミー - "Face the Enemy" - 4:34
6. ドミノ・セオリー - "Domino Theory" - 3:24
7. エホヴァ - "Jehovah" - 3:16
8. ライズ - "Rise" - 3:16
9. タイム・マシン - "Time Machine" - 3:14
10. ホールディング・オン - "Holding On" - 3:31

### イタリア盤CD (FR CD 689)ボーナス・トラック
1. "Rock Through the Night" - 3:08
2. "Reach for the Sky" - 3:04

## 参加ミュージシャン
- クリス・インペリテリ - ギター
- ロブ・ロック - ボーカル
- ジェイムス・アメリオ・プーリ - ベース、フレットレスベース
- ジョン・デッテ - ドラムス